# Balbino Santos Olivera
Balbino Santos Olivera (Hospital de Órbigo, León, 27 de marzo de 1887 - Granada, 14 de febrero de 1953) fue un arzobispo católico español. Ocupó los cargos de obispo de Málaga (1935-1946) y arzobispo de Granada (1946-1953). Fue académico de la  Real Academia Sevillana de Buenas Letras y de la Real Academia de Ciencias, Bellas Letras y Nobles Artes de Córdoba.

## Biografía

### Primeros años y formación
Nació en Hospital de Órbigo en 1887. Ingresó en el Seminario de Astorga, donde cursó sus estudios de latín, humanidades y dos años de filosofía. Entonces fue enviado a continuar sus estudios en Roma -como colegial del Pontificio Colegio Español- donde obtuvo el doctorado en Filosofía en la Pontificia Academia de Santo Tomás de Aquino, el doctorado en Sagrada Teología en la Pontificia Universidad Gregoriana y la licenciatura en Sagrada Escritura en el Pontificio Instituto Bíblico. Fue ordenado sacerdote en Roma el 10 de julio de 1911.

### Vida sacerdotal y docente
En 1913, habiendo regresado de Roma, fue nombrado mayordomo del obispo de Astorga Julián de Diego y García Alcolea, al que siguió en su traslado a Salamanca. En la ciudad del Tormes ejerció como profesor. En 1919 ganó, por oposición, el cargo de canónigo de la catedral de Córdoba. En 1921 ganó, por oposición, el cargo de canónigo de la catedral de Sevilla. Durante 14 años fue profesor de Lógica, Sagrada Escritura y Cuestiones Selectas de Teología en el Seminario Diocesano de Sevilla.

### Episcopado

#### Obispo de Málaga
Recibió el encargo de la diócesis de Málaga el 5 de agosto de 1935, siendo consagrado obispo el 27 de octubre del mismo año en Sevilla por el cardenal Eustaquio Ilundáin y Esteban. Enfrentó el gobierno de la diócesis ante la difícil situación de la Iglesia católica en España. Durante la guerra se vivieron situaciones de tensión y violencia que produjeron el asesinato de seminaristas y sacerdotes, más de ciento sesenta, equivalente al 42% de los incardinados, y la destrucción de templos. Su predecesor, Manuel González y García, había escapado de Málaga tras la quema de conventos de 1931, huyendo de las persecuciones, y nunca más regresó a la sede, que gobernó cinco años desde Madrid. 
Al comienzo de la Guerra Civil, el 20 de julio de 1936, salió de Málaga a bordo del Silvia Tripcovich gracias a la ayuda del cónsul de Italia, Tranquillo Bianchi, junto al contingente de ciudadanos italianos que abandonó la provincia con destino a Tánger. Regresó con el control de Málaga tras la batalla de Málaga en febrero de 1937, encargándose de la reorganización de la diócesis tras la persecución religiosa sufrida y la tendencia laicista y secular precedente. A partir de ese año 1937, en las misas y demás actos litúrgicos celebrados en la ciudad tuvo lugar una mezcla de lo patriótico con lo religioso, e incluso era corriente ver a monseñor Santos Olivera saludando a la romana. Además, se implicó con la ayuda de Regiones Devastadas en la reconstrucción de numerosos templos y el palacio episcopal, que habían sido destruidos. Creó el Instituto Diocesano de Cultura Religiosa, fundó un seminario mayor de verano en Ronda y amplió el seminario de la diócesis.

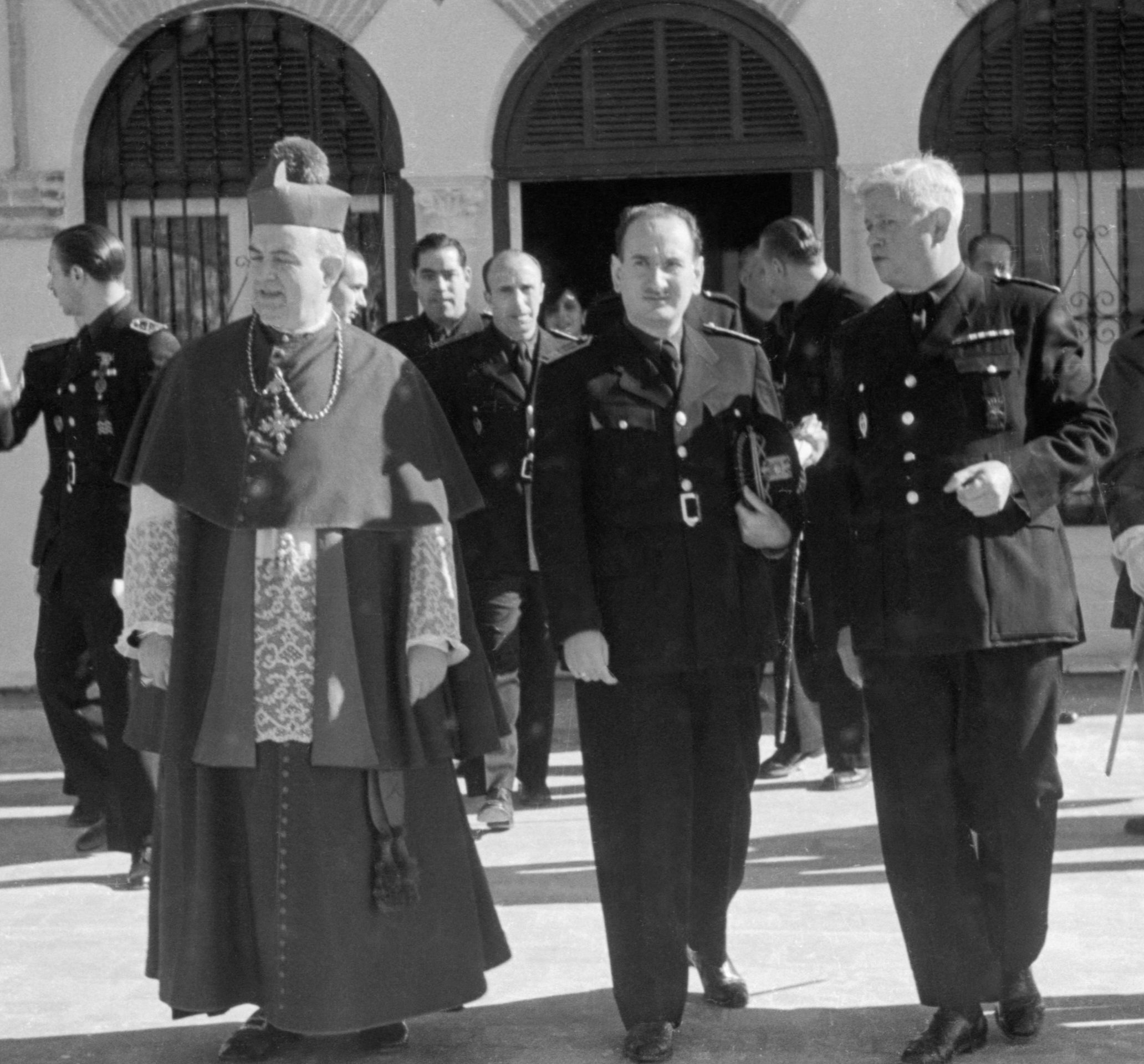
El obispo Balbino Santos Olivera acompañado por altos cargos de FET y de las JONS (a su lado el ministro-secretario general del Movimiento José Luis Arrese) durante la inauguración del Sanatorio Francisco Franco o «18 de julio». Febrero de 1943.

En los años cuarenta, en una línea que ha sido calificada de fundamentalista, emprendió diversas campañas siguiendo las instrucciones de Pio XII sobre la moralidad, modestia y pureza, así como de higiene y caridad, con observaciones sobre la ropa, el maquillaje o los deportes. Además, insistió especialmente en el precepto de guardar el domingo y demás fiestas de guardar imponiendo la proyección en las salas de cine de clichés con la imagen de Jesucristo diciendo: «los judíos me crucificaron el viernes; los cristianos faltando a misa, trabajando sin necesidad, asistiendo a espectáculos inmorales, me crucifican el domingo».

#### Arzobispo de Granada
Nombrado para encabezar la sede metropolitana de Granada el 24 de noviembre de 1946, desde su llegada desarrolló una intensa labor tanto apostólica como social. Durante su corto mandato de poco más de seis años, se crearon 42 nuevas parroquias, recorrió toda la diócesis en visita pastoral, intensificó la devoción a la Virgen de Fátima, promoviendo la construcción del santuario dedicado a esta advocación en Lancha de Cenes y publicó más de cincuenta pastorales. Su preocupación social se materializó con la recaudación de fondos para los más necesitados mediante tómbolas benéficas y con la entrega de viviendas sociales promovidas por la Constructora Benéfica de la Virgen de las Angustias, que presidía, en colaboración con el Instituto Nacional de la Vivienda. 
En 1950 organizó el Congreso Catequista Diocesano y convocó una misión general, cuya dirección encomendó a los jesuitas. En 1952 convocó el II Sínodo Diocesano, que no se celebraba desde 1572.
Amplió y mejoró los seminarios de la diócesis e impulsó el de verano de Sierra Nevada en el Hotel del Duque. Encomendó la dirección, administración y control de los seminarios a sacerdotes seculares diocesanos, desvinculando al seminario mayor de la Facultad de Teología de Cartuja, a la que permanecía ligado desde 1939, aunque mantuvo en la dirección espiritual a los jesuitas.
Falleció en Granada el 14 de febrero de 1953 y sus restos fueron inhumados en la capilla de la Virgen de las Angustias de la Catedral de Granada.

## Obra
Además de diversos trabajos de traducción de textos hebreos al latín o al castellano, estudios histórico-exegéticos o sobre Historia del Arte, discursos, conferencias y pastorales, algunos publicados en revistas y folletos, es autor, entre otros, de los siguientes libros:
- Guía ilustrada de la catedral de Sevilla (1930);
- Traducción de la obra de Giovanni Papini Los operarios de la viña (1931);
- Crítica e hipercrítica en la Biblia (Discursos leídos ante la Academia Sevillana de Buenas Letras)(1932);
- Sobre el seminario diocesano (1938);
- El libro nupcial: lo que deben saber y hacer los que se casan (1941);
- El tesoro de las indulgencias (1951).

## Distinciones
- Académico de la Real Academia Sevillana de Buenas Letras.
- Académico de la Real Academia de Ciencias, Bellas Letras y Nobles Artes de Córdoba.
- Hijo adoptivo de Málaga (1943).
- Gran Cruz de la Orden de Isabel la Católica (1950).

Los ayuntamientos de Granada, Hospital de Órbigo, León y Málaga han denominado calles como «Santos Olivera» en su honor.

## Sucesión
| Predecesor: Manuel González y García | Obispo de Málaga 27 de octubre de 1935 - 24 de noviembre de 1946     | Sucesor: Ángel Herrera Oria               |
| Predecesor: Agustín Parrado García   | Arzobispo de Granada 24 de noviembre de 1946 - 14 de febrero de 1953 | Sucesor: Rafael García y García de Castro |